# Brunryggad hårstövslända
Brunryggad hårstövslända (Trichopsocus clarus) är en insektsart som först beskrevs av Banks 1908.  Brunryggad hårstövslända ingår i släktet Trichopsocus och familjen hårstövsländor. Arten är reproducerande i Sverige. Inga underarter finns listade i Catalogue of Life.